# Kepler-8b
Kepler-8b, que orbita l'estrella Kepler-8, és un dels primers cinc exoplanetes descoberts per la Missió Kepler. El planeta és el més calent dels cinc.